# Francisco Sainz y Fernández de la Peña
Francisco Sainz de la Peña y Fernández de la Peña; (La Serena, 1783 - 3 de noviembre de 1844). Intendente de la provincia de Coquimbo y militar patriota.

## Familia
Hijo del Capitán Montañés de S.M., Francisco Manuel Sainz de la Peña y Pérez de Soto y María del Carmen Fernández de la Peña y Núñez de Galiano.Sus progenitores le aportaron como herencia las propiedades al norte de La Serena que colindaban por el sur con el río Elqui, por el oriente con Marquesa, por el poniente con el mar y el norte hasta Juan Soldado, amén de parte de las minas de Brillador.
Contrajo matrimonio en La Serena, el 23 de marzo de 1836, con su prima Francisca de Paula Fernández de la Peña y Ossandón-Paez.

## Carrera militar
Estudió en las aulas de La Serena, la mejor educación que se daba en esos años a los hijos de familias adineradas. Ingresó luego, como capitán de milicias (1813). Se levantó en armas para defender la causa patriota y fue encarcelado en 1814, primero en el Castillo San Antonio de Valparaíso, luego confinado con los demás patriotas al Archipiélago Juan Fernández.
Financió de su pecunio la movilización del regimiento "Cazadores de Coquimbo" que peleó en Maipú y la guerra contra los montoneros(Guerra a muerte)
Repatriado por orden de Bernardo O'Higgins, en 1817 es ascendido a capitán de infantería. Encabezó las escaramuzas contra los pipiolos durante el levantamiento de 1829, mientras era Intendente de Coquimbo. En atención a sus méritos y servicios prestados a la Patria, fue ascendido a coronel graduado del ejército (1830).

## Actividades políticas
- Alcalde de La Serena en 1822.
- Gobernador de Vallenar y Huasco.
- Diputado representante de Ovalle, Huasco e Illapel (1824-1825).
- Intendente de la Provincia de Coquimbo (1829-1830).